# Chancé
Chancé (bret. Kantieg) – miejscowość i dawna gmina we Francji, w regionie Bretania, w departamencie Ille-et-Vilaine. W 2013 roku populacja ówczesnej gminy wynosiła 308 mieszkańców. 
W dniu 1 stycznia 2019 roku z połączenia dwóch ówczesnych gmin – Chancé oraz Piré-sur-Seiche – powstała nowa gmina Piré-Chancé. Siedzibą gminy została miejscowość Piré-sur-Seiche. 